# Alberto Vittorio, duca di Clarence e Avondale
Alberto Vittorio Cristiano Edoardo di Sassonia-Coburgo-Gotha (Berkshire, 8 gennaio 1864 – Sandringham, 14 gennaio 1892) fu un membro della famiglia reale britannica. Era il figlio maggiore di Alberto Edoardo, principe di Galles (in seguito re Edoardo VII) e di Alessandra di Danimarca (in seguito regina Alessandra). Al momento della nascita era secondo nella linea di successione al trono, dopo suo padre.
Era conosciuto in famiglia come Eddy e molti suoi biografi si sono riferiti a lui con questo nomignolo. Da ragazzo viaggiò molto come cadetto della marina. Da adulto entrò nell'esercito, ma non espletò alcun servizio militare attivo. Dopo due tentativi di fidanzamento, senza successo, gli venne promessa in sposa Maria di Teck nel tardo 1891. Poche settimane dopo il principe morì in una pandemia influenzale. Maria in seguito ne sposò il fratello minore, Giorgio, che divenne re Giorgio V nel 1910.
L'intelletto, la sessualità e la sanità mentale di Alberto Vittorio sono stati oggetto di molte speculazioni; pettegolezzi lo volevano collegato ad uno scandalo riguardante un bordello per omosessuali, benché non esistano chiare prove che lui lo frequentasse o che fosse omosessuale. Alcuni studiosi hanno affermato che fosse lui il serial killer conosciuto con il nome di Jack lo squartatore: documenti dell'epoca indicano però che non poteva essere stato a Londra al momento degli omicidi e quindi l'accusa è ampiamente infondata.

## Biografia

### Infanzia

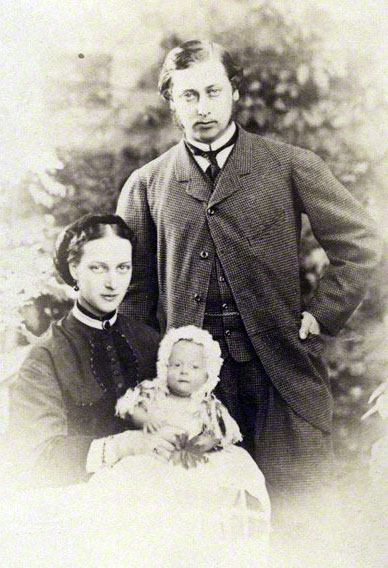
Il Principe e la Principessa del Galles con il neonato Alberto Vittorio (1864)

Nacque prematuro di due mesi, l'8 gennaio 1864 a Frogmore House, nel Berkshire, primo figlio di Alberto Edoardo, principe di Galles, e della moglie Alessandra (nata Alessandra di Danimarca). Secondo il volere della nonna, la regina Vittoria, venne chiamato Alberto Vittorio, ma era conosciuto informalmente come Eddy. In quanto nipote del monarca britannico regnante nella linea di discendenza maschile, esso venne insignito sin dalla nascita del titolo di "Sua altezza reale, principe Alberto Vittorio di Galles".
Venne battezzato nella cappella privata di Buckingham Palace il 10 marzo 1864 dall'arcivescovo di Canterbury, Charles Thomas Longley. Suoi padrini furono:
- la nonna paterna, la regina Vittoria;
- il prozio, il re Leopoldo I del Belgio;
- il nonno materno, re Cristiano IX di Danimarca;
- la prozia acquisita, la duchessa di Sassonia-Coburgo-Gotha Alessandrina di Baden;
- la zia paterna, Vittoria di Sassonia-Coburgo-Gotha, principessa della corona di Prussia;
- lo zio paterno, il principe Alfredo di Sassonia-Coburgo-Gotha;
- il bisnonno materno, il langravio d'Assia Guglielmo d'Assia-Kassel;
- la bisnonna materna, la duchessa madre di Schleswig-Holstein-Sonderburg-Glücksburg Luisa Carolina d'Assia-Kassel.[2]

### Istruzione

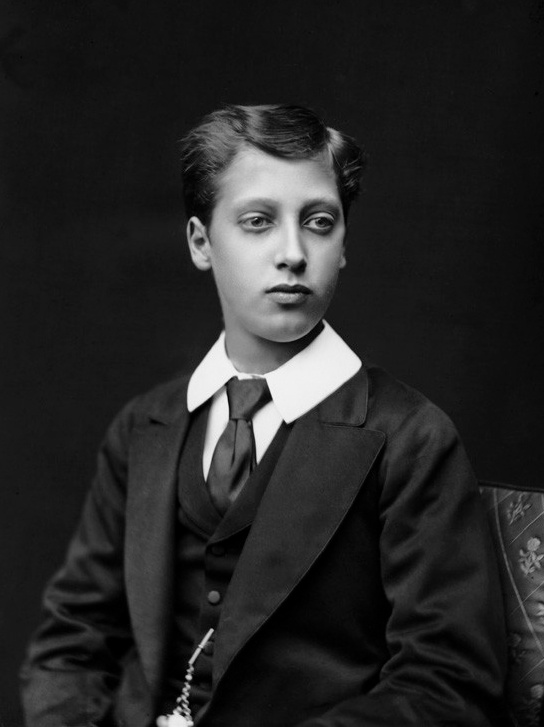
Fotografia del principe Alberto Vittorio nel 1875

Quando aveva poco più di diciassette mesi, il 3 giugno 1865 nacque il fratello, il principe Giorgio; data la vicinanza di età i due fratellini reali vennero istruiti assieme. Nel 1871 la regina Vittoria nominò loro tutore John Neale Dalton. I due principi vennero sottoposti ad un rigido programma di studi, che prevedeva giochi e addestramenti militari, ma anche materie accademiche. Dalton si lamentava che la mente di Alberto Vittorio era «anormalmente dormiente» e benché avesse imparato a parlare danese, i progressi nelle altre lingue e materie sembra fossero lenti: il principe non eccelse mai intellettualmente. Lady Geraldine Somerset riteneva Dalton responsabile della scarsa istruzione del principe, ma la sua scarsa attenzione ed indolenza nell'apprendimento potrebbero avere una possibile spiegazione nella sua nascita prematura, o nel piccolo male epilettico, una leggera forma di epilessia che si manifesta nell'infanzia nella forma di periodi di vacuità mentale. Sir Henry Ponsony pensava che potesse aver ereditato la sordità della madre.
Fu considerata la possibilità di separare i due fratelli per il resto della loro istruzione, ma Dalton consigliò il principe di Galles di evitare di dividerli visto che «il principe Alberto Vittorio necessitava degli stimoli della compagnia del principe Giorgio per indurlo a lavorare.» Nel 1877 i due ragazzi vennero mandati sulla nave di addestramento della Royal Navy, HMS Britannia. Iniziarono i loro studi due mesi dopo gli altri cadetti visto che Alberto Vittorio contrasse una febbre tifoide per la quale venne curato da sir William Gull. Dalton li accompagnò come cappellano della nave. Nel 1879, dopo molte discussioni tra la regina, il principe di Galles, gli altri famigliari ed il governo, i due fratelli reali vennero mandati come cadetti di marina in un tour attorno al mondo di tre anni a bordo della HMS Bacchante. Alberto Vittorio venne nominato midshipman (che in italiano può essere tradotto con sotto-luogotenente) il giorno del suo sedicesimo compleanno. Viaggiarono nell'Impero britannico, accompagnati da Dalton, visitando le Americhe, le isole Falkland, il Sudafrica, l'Australia, le Figi, l'Estremo Oriente, Singapore, Ceylon, Aden, l'Egitto, la Terra santa e la Grecia. Si fecero anche dei tatuaggi in Giappone. Quando ritornarono nel Regno Unito, Alberto Vittorio era diciottenne.
I fratelli vennero divisi nel 1883; Giorgio rimase nella marina mentre Alberto Vittorio frequentò il Trinity College, a Cambridge. Fu nominato suo tutore James Kenneth Stephen, che visse a Sandringham durante il suo periodo di tutoraggio, assieme a Dalton, il quale stava sia a Sandringham che a Trinity. Stephen era una persona misogina e probabilmente poteva sentirsi emotivamente vicino ad Alberto Vittorio, ma, che questo fosse vero o meno, è ancora da definire la questione se i suoi sentimenti fossero apertamente omosessuali o meno. Non si conoscono dettagli della sua vita sessuale a Cambridge e nemmeno si sa se ne avesse una, ma d'altronde partner di entrambi i sessi sarebbero stati disponibili. Il principe dimostrò poco interesse per l'atmosfera intellettuale e venne dispensato dal sostenere esami, benché venisse coinvolto nella vita di studente universitario. Nell'agosto del 1884 passò un po' di tempo studiando tedesco all'Università di Heidelberg. Lasciò Cambridge nel 1885, dove aveva servito come cadetto nel secondo battaglione dell'Università di Cambridge, e venne nominato ufficiale nel decimo ussari.
Uno dei suoi insegnanti disse che imparava soprattutto ascoltando, piuttosto che leggendo o scrivendo e che non aveva difficoltà a ricordare informazioni, ma lo zio, principe Giorgio, duca di Cambridge, aveva un'opinione di lui meno favorevole, chiamandolo «un inveterato ed incurabile perditempo». Molto del suo tempo mentre era di stanza ad Aldershot, lo spendeva addestrandosi, cosa che non gli piaceva, anche se amava molto giocare a polo. Superò i suoi esami e nel marzo 1887 venne trasferito ad Hounslow, dove venne promosso a capitano. Gli vennero affidati più incarichi pubblici, visitò l'Irlanda e Gibilterra ed inaugurò il ponte sospeso di Hammersmith. Della sua vita privata, un suo amico d'infanzia in seguito ricordò come fosse tranquillo: «i suoi fratelli ufficiali dissero che volevano farne un uomo di mondo. Ma in quel mondo egli rifiutò di essere iniziato.»

### Scandalo di Cleveland Street

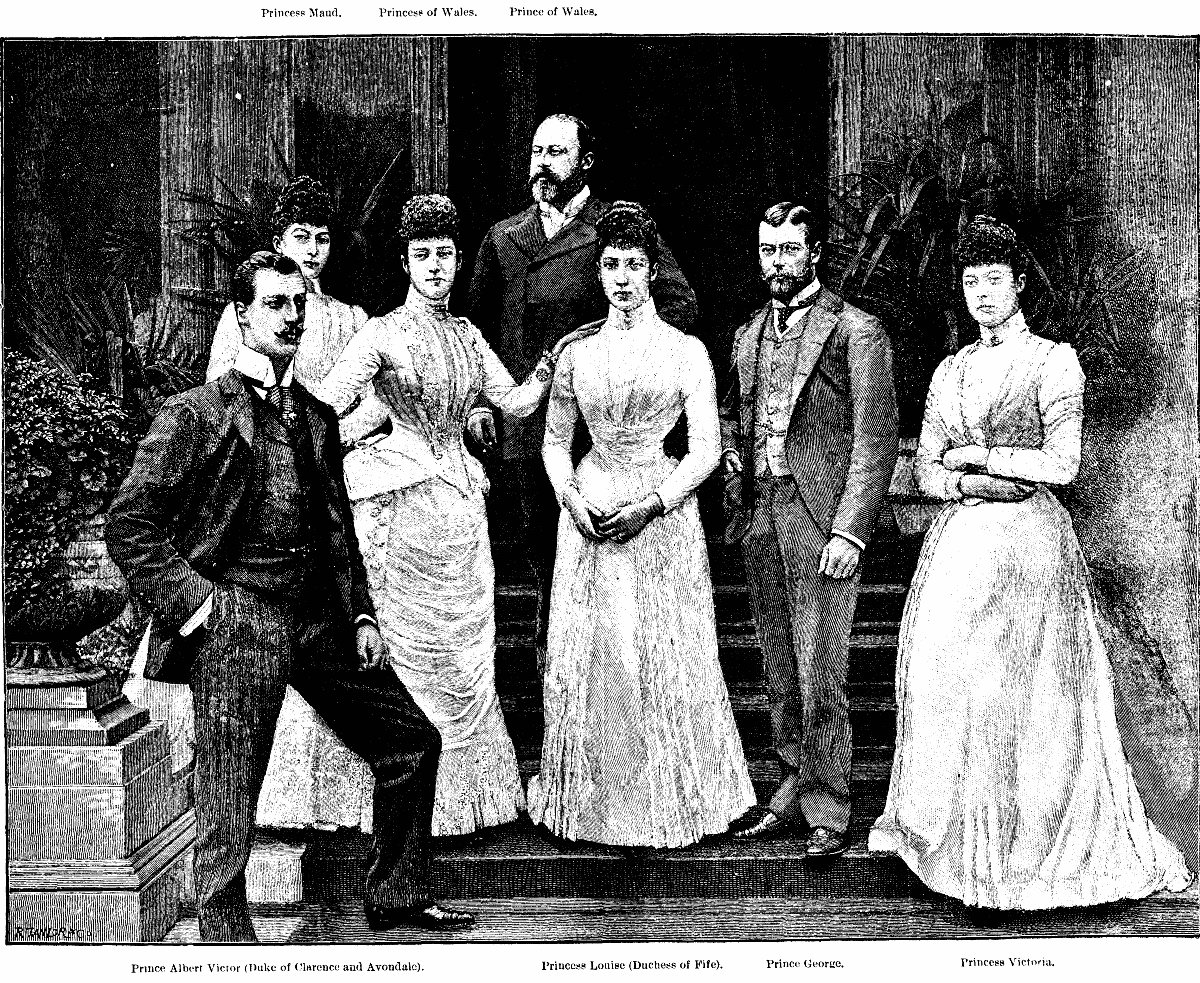
Alberto Vittorio e la sua famiglia (1891). Da sinistra a destra: Alberto Vittorio, la sorella Maud, la madre Alessandra, il padre Edoardo VII, la sorella Luisa, il fratello Giorgio V e la sorella Vittoria.

Nel luglio 1889 la polizia metropolitana scoprì un bordello maschile in Cleveland Street a Londra. Durante l'interrogatorio i ragazzi che vi lavoravano e i ruffiani rivelarono i nomi dei loro clienti, incluso quello di lord Arthur Somerset, membro del seguito del principe di Galles (il suo Extra Equerry). All'epoca tutti gli atti omosessuali compiuti tra uomini erano illegali e i clienti dovettero affrontare l'ostracismo sociale, processi giudiziari e, nella peggiore delle ipotesi, due anni di prigionia ai lavori forzati. Quello che venne definito lo scandalo di Cleveland Street coinvolse altre figure di alto rango della società britannica; nella Londra delle classi più elevate si diffusero dei pettegolezzi circa il coinvolgimento di un membro della famiglia reale: il principe Alberto Vittorio. I prostituti non avevano nominato il principe e si dice che l'avvocato di Somerset, Arthur Newton, ideò e diffuse i pettegolezzi per sviare l'attenzione dal suo cliente. Delle lettere che vennero scambiate tra l'avvocato del tesoro, sir Augustus Stephenson, e il suo assistente, l'onorevole Hamilton Cuffe, facevano riferimento, in codice, alle minacce di Newton di implicare Alberto Vittorio. Il principe di Galles intervenne durante le indagini: nessuno dei clienti del bordello venne mai processato e nessuna accusa contro Alberto Vittorio venne provata. Benché non esistano prove conclusive del suo coinvolgimento o del fatto che egli abbia mai visitato un club o un bordello omosessuale, le dicerie condussero alcuni biografi a supporre che egli avesse visitato Cleveland Street, e che fosse «possibilmente bisessuale, probabilmente omosessuale». Questo è però fortemente negato da altri che descrivono il principe «ardentemente eterosessuale» e al suo coinvolgimento nei pettegolezzi come a «qualcosa di ingiusto». Lo storico dell'omosessualità, H. Montgomery Hyde scrisse, «Non c'è nessuna prova che egli fosse omosessuale, o anche solo bisessuale.»
La sorella di Somerset, lady Waterford, negò che il fratello sapesse qualcosa a proposito di Alberto Vittorio, «Sono sicura che il ragazzo sia retto come una linea [...] Arthur non ha la benché minima idea su dove il giovanotto spenda il suo tempo [...] egli crede che il ragazzo sia perfettamente innocente», scrisse. In alcune lettere di Somerset dirette all'amico lord Esher, Somerset disse che egli non sapeva niente di Alberto Vittorio, ma confermò che aveva sentito i pettegolezzi e che sperava che questo aiutasse ad annullare ogni processo. Scrisse, «Posso capire che il principe di Galles sia piuttosto infastidito dal fatto che il nome del figlio sia menzionato in questa faccenda, ma la questione era questa [...] Entrambi eravamo accusati di recarci in quel luogo, ma non assieme [...] Finiranno per far sapere a tutti esattamente quello che loro stavano cercando di mantenere sotto silenzio. Mi chiedo se sia veramente un fatto oppure solo un'invenzione.» Continua poi, «Non ho mai menzionato il nome del ragazzo eccetto che a Probyn, Montagu e Knollys quando agivano in giudizio per mio conto e io ritenni che dovessero saperlo. Se fossero stati saggi, ascoltando quello che io sapevo e che quindi anche altri conoscevano, avrebbero dovuto mettere a tacere il tutto, invece di infiammare la questione come fecero, insieme a tutte le autorità.»
I pettegolezzi non morirono mai del tutto; sessanta anni dopo al biografo ufficiale di re Giorgio V, Harold Nicolson, venne raccontato da lord Goddard, che era uno studente dodicenne all'epoca dello scandalo, che Alberto Vittorio «era stato coinvolto in un incidente in un bordello maschile, e che un avvocato dovette commettere spergiuro per discolparlo. L'avvocato venne licenziato all'istante per il reato, ma venne in seguito reintegrato nel ruolo.» Nessuno degli uomini di legge del caso venne condannato per spergiuro o radiato durante lo scandalo, ma l'avvocato di Somerset, Arthur Newton, venne condannato per ostacolo alla giustizia, avendo aiutato il cliente a fuggire all'estero, e venne quindi sottoposto a sei settimane di carcere. Più di venti anni dopo, nel 1910, Newton venne sospeso per dodici mesi per condotta non professionale dopo avere falsificato delle lettere di un altro suo cliente – il famoso omicida Harvey Crippen. Nel 1913 venne sospeso indefinitamente e condannato a tre anni di prigione per avere preteso soldi indebitamente.

### Tourdell'India

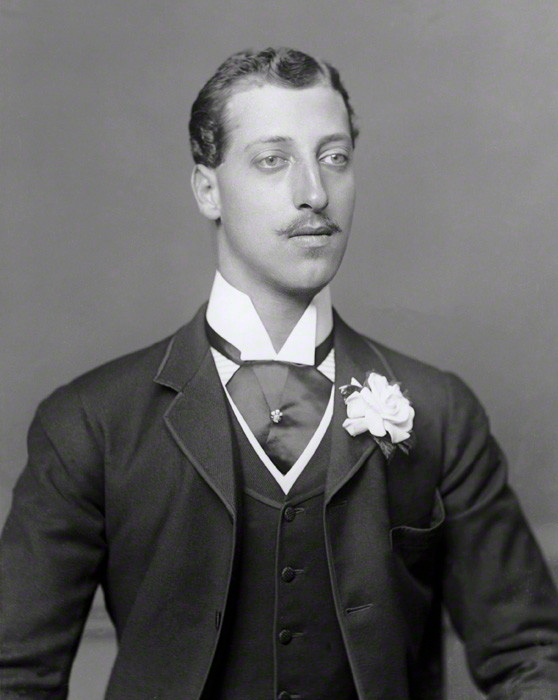
Alberto Vittorio in un ritratto fotografico del 1889

La stampa estera suggerì che il Principe fosse stato inviato a fare un tour di sette mesi a partire dall'ottobre 1889 nell'India britannica per evitare i pettegolezzi che stavano serpeggiando nella società londinese all'inizio dello scandalo. Questa non è però la verità: il viaggio era stato infatti già progettato sin dalla primavera.
Passando da Atene, Porto Said, Il Cairo ed Aden, il principe giunse a Bombay il 9 novembre 1889 e venne intrattenuto sontuosamente a Hyderabad dal nizam ed ovunque da molti altri maharaja. Passò il Natale a Mandalay e festeggiò Capodanno a Calcutta. La maggior parte dei tragitti più lunghi venne effettuata in treno, sebbene il principe fosse trasportato anche a dorso di elefante durante le cerimonie ufficiali. Secondo l'uso dell'epoca un gran numero di animali vennero uccisi durante le battute di caccia.
Durante il viaggio, il principe incontrò Margery Haddon, la moglie di un ingegnere civile, Henry Haddon. In seguito, dopo diversi matrimoni falliti e dopo la morte di Alberto Vittorio, la donna sarebbe ritornata in Inghilterra, dichiarando che il principe fosse il padre del figlio, Clarence Haddon. Non esistevano prove e le sue pretese vennero accantonate, poiché la donna era diventata un'alcolista e sembrava una squilibrata. Le accuse vennero riportate a Buckingham Palace ed il capo dell'unità speciale della polizia investigò sul caso: documenti presenti nell'archivio nazionale britannico mostrano che né i cortigiani né Margery avevano alcuna prova dell'accusa. In una deposizione alla polizia, l'avvocato del principe ammise che c'erano stati «dei rapporti» tra di lui e la signora Haddon, ma contemporaneamente negò le pretese di paternità.
Negli anni 1920 il presunto figlio del principe, Clarence, ripeté la storia e pubblicò un libro negli Stati Uniti intitolato My Uncle George V ("Mio zio Giorgio V"), nel quale affermava di essere nato a Londra nel settembre del 1890, circa nove mesi dopo l'incontro di Alberto Vittorio con la signora Haddon. Nel 1933 venne accusato di aver richiesto denaro con minacce e di tentata estorsione, dopo aver scritto al re per ottenere denaro in cambio del silenzio. Al suo processo nel gennaio seguente, il procuratore produsse dei documenti che mostravano come le liste di arruolamento, il certificato di matrimonio, le lettere di incarico, il foglio di congedo e le registrazioni dei suoi incarichi lavorativi indicavano tutte che egli era nato nel 1887, o precedentemente, almeno due anni prima che Alberto Vittorio incontrasse la signora Haddon. Clarence Haddon venne ritenuto colpevole ed il giudice, credendo nella sua sofferenza per la delusione patita, non lo condannò alla prigione ma lo confinò per tre anni, alla condizione che non reiterasse la pretesa di essere figlio del principe di Galles. Haddon violò gli accordi e venne incarcerato per un anno; al momento del rilascio era una persona piuttosto eccentrica, e alla sua morte era ormai un uomo finito. Si noti che, anche nel caso in cui le pretese di Haddon fossero state vere, come era stato nel caso di altri figli illegittimi reali, non si sarebbero prodotti effetti sulla linea di successione al trono.
Al suo ritorno dall'India, il 24 maggio 1890, Alberto Vittorio venne nominato duca di Clarence e Avondale e conte di Athlone. Ci si riferiva a lui, quindi, con il predicato nobiliare di "sua altezza reale", il duca di Clarence e Avondale.

### Possibili consorti reali

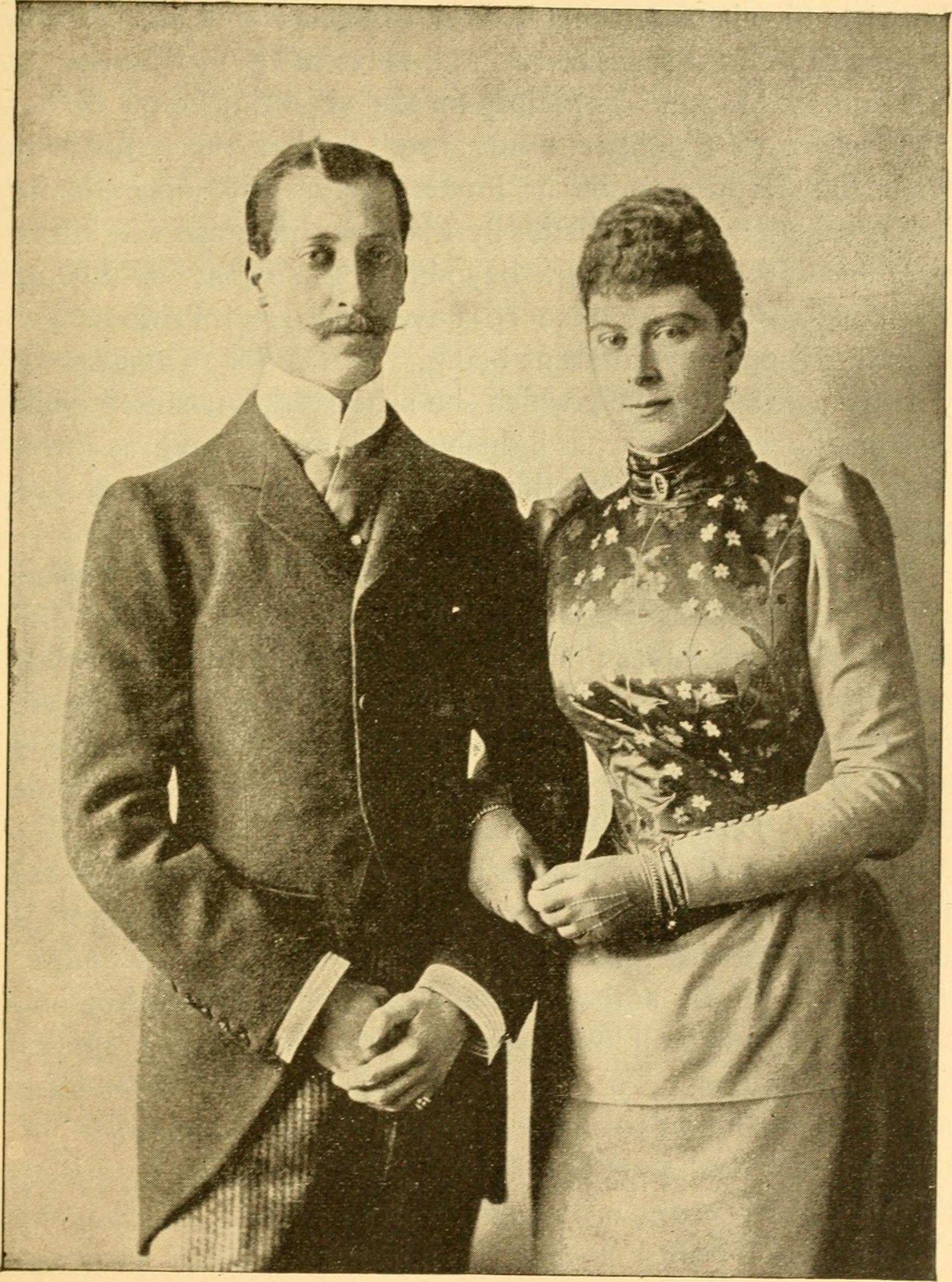
Il duca di Clarence e Avondale con la fidanzata, la principessa Maria di Teck (1891)

Numerose donne vennero valutate come possibili mogli per Alberto Vittorio. La prima, nel 1889, fu presa in considerazione Alice d'Assia e del Reno, principessa d'Assia e del Reno, ma l'offerta di fidanzamento fu rifiutata. (nel 1894 avrebbe sposato lo zar Nicola II di Russia).
Nel 1890 si tentò un fidanzamento con la principessa Elena d'Orléans, figlia di Luigi Filippo Alberto d'Orléans, conte di Parigi, e bisnipote dell'ultimo re Borbone di Francia. Inizialmente la regina Vittoria si oppose alla promessa di matrimonio a causa del fatto che la promessa sposa era cattolica e scrisse ad Alberto Vittorio per suggerirgli come alternativa un'altra delle sue nipoti, la principessa Margherita di Prussia; il suo consiglio, però non venne ascoltato e in seguito la regina cedette e acconsentì al matrimonio. Elena propose di convertirsi, mentre Alberto Vittorio offrì di abdicare ai suoi diritti successori per sposarla. Con grande disappunto della coppia, il padre della sposa, il conte di Parigi, rifiutò tuttavia di approvare l'unione e parallelamente fu chiaro che la conversione era impossibile. Elena si recò personalmente ad intercedere presso il papa Leone XIII, che tuttavia confermò la decisione del padre. La relazione quindi terminò e in seguito Elena divenne duchessa d'Aosta.
Verso la metà del 1890 il principe si ammalò e venne visitato da numerosi dottori: nella corrispondenza ci si riferiva alla sua malattia semplicemente come a febbre o gotta. Molti biografi hanno ipotizzato che in realtà stesse soffrendo di una «forma di malattia venerea», forse gonorrea, ma non ci sono fonti conosciute che possano confermarlo. Si dice che nel 1891 Alberto Vittorio fosse stato ricattato da due prostitute alle quali egli aveva scritto delle lettere compromettenti. Le lettere che presumibilmente facevano riferimento al caso vennero vendute alla casa d'aste Bonham's di Londra nel 2002. A causa delle discrepanze nelle date e nell'ortografia, le lettere sono sospettate essere comunque dei falsi.
Nel 1891 Alberto Vittorio scrisse a lady Sybil St Clair Eskine che si era innamorato nuovamente, ma non dice di chi;. Nel frattempo si stava però considerando un'altra potenziale moglie, la principessa Maria di Teck (conosciuta come principessa May), figlia della prima cugina della regina Vittoria, la principessa Maria Adelaide di Hannover, duchessa di Teck. La regina Vittoria diede il proprio appoggio all'unione, considerando May affascinante, assennata e graziosa. Il 3 dicembre 1891 Alberto Vittorio, con grande sorpresa della principessa, le si dichiarò a Luton Hoo, la residenza di campagna dell'ambasciatore danese in Gran Bretagna. Il matrimonio venne fissato per il 27 febbraio 1892.

### Morte
Proprio mentre i piani per il matrimonio con Maria di Teck e per la sua nomina a viceré d'Irlanda erano in fase di discussione, il principe si ammalò di influenza nella grande pandemia influenzale del 1889-1892. Contrasse la polmonite e morì a Sandringham House, nel Norfolk, il 14 gennaio 1892, meno di una settimana dopo il suo ventottesimo compleanno.
La nazione ne rimase sconvolta e i negozi chiusero i battenti. Il principe di Galles, suo padre, scrisse alla regina Vittoria: «Avrei dato la mia vita per la sua». e la principessa Maria di Teck scrisse alla regina Vittoria di Alessandra, principessa di Galles: «l'espressione disperata sul suo volto è la cosa più straziante che abbia mai visto.» Il fratello minore, il principe Giorgio, scrisse, «quanto profondamente lo amavo; e ricordo con dolore quasi ogni parola dura e piccolo litigio tra di noi e aspetto solo di chiedere il suo perdono, ma, purtroppo, ora è troppo tardi!» Giorgio prese il posto di Alberto Vittorio nella linea di successione, ed infine sarebbe asceso al trono come re Giorgio V nel 1910. Avvicinatisi durante il loro periodo di lutto condiviso, il principe Giorgio e la principessa Maria in seguito si sposarono.
Le teorie cospirazionali che circondavano la morte di Alberto Vittorio – che fosse morto di sifilide o avvelenato, che fosse stato spinto giù da una scogliera su istruzione di lord Randolph Churchill o che la sua morte fosse stata simulata per eliminarlo dalla linea di successione – sono tutte invenzioni. Secondo la versione di sir Dighton Probyn, il principe e la principessa di Galles, la principessa Maud e Vittoria, il principe Giorgio, la principessa Maria, il duca e la duchessa di Teck, tre dottori (Manby, Laking e Broadbent) e tre infermiere erano presenti alla sua morte. Il cappellano del principe di Galles, Canon Frederick Hervey, stava accanto ad Alberto Vittorio leggendo delle preghiere per il morente.
La madre di Alberto Vittorio, la principessa Alessandra, non si riprese mai del tutto dal trauma della morte del figlio e tenne la stanza in cui era morto come uno scrigno. Con una scena commovente, al funerale la principessa Maria depose la sua corona nuziale di fiori d'arancio sulla bara. James Kenneth Stephen, l'ex tutore di Alberto Vittorio, si sarebbe rifiutato di nutrirsi dal giorno della morte del pupillo e morì venti giorni più tardi; infatti nel 1886 si era ferito alla testa e questo gli avrebbe provocato una psicosi.
Il principe venne sepolto nella Cappella-Memoriale del Principe Alberto della Cappella di San Giorgio nel castello di Windsor. La sua tomba, realizzata da Alfred Gilbert, è un esempio di scultura della Art Nouveau in Gran Bretagna. Una figura del principe a cavallo in uniforme da ussaro si trova sulla sua tomba ed inginocchiato sopra di lui vi è un angelo che regge una corona divina; la tomba è inoltre circondata da un'elaborata ringhiera con immagini di santi.
Massone, fu membro della Gran Loggia Unita d'Inghilterra.

## Eredità
Durante la sua vita, la maggioranza della stampa britannica aveva trattato Alberto Vittorio con molto rispetto ed i messaggi di cordoglio che seguirono la sua morte furono pieni di lodi. Il politico radicale Henry Broadhurst, che aveva conosciuto sia Alberto Vittorio che il fratello Giorgio, affermò che in loro «era assente ogni forma di affettazione e alterigia». Il giorno della morte di Alberto Vittorio, il leader del partito liberale, William Ewart Gladstone, scrisse nel suo diario personale «una grande perdita per il nostro partito». In ogni caso, la regina Vittoria fece riferimenti alla «vita dissoluta» di Alberto Vittorio in alcune lettere private alla figlia maggiore Vittoria, che vennero poi pubblicate e, verso la metà del XX secolo, i biografi ufficiali della regina Maria e di Giorgio V, rispettivamente James Pope-Hennessy e Harold Nicolson, diffusero delle valutazioni ostili sulla vita di Alberto Vittorio, dipingendolo come pigro, maleducato e fisicamente debole. L'esatta natura della sua «dissolutezza» non è chiara, ma nel 1994 Theo Aronson avanzò una teoria su «prove indiziarie» che «le non specificate dissolutezze fossero prevalentemente omosessuali». Il giudizio di Aronson era basato sull'adorazione che il principe aveva nei confronti dell'elegante e possessiva madre; sulla sua mancanza di virilità; il suo ritrarsi da giochi rudi; la sua natura dolce, gentile, quieta ed affascinante; si basava inoltre sui pettegolezzi legati a Cleveland Street e sulla sua opinione che «c'è una certa dose di omosessualità in ogni uomo». Ammise comunque che «le accuse di omosessualità al principe Eddy devono essere trattate con cautela.»
La stampa menzionò per la prima volta nel 1962 la possibilità che il principe Alberto Vittorio potesse aver commissionato gli omicidi attribuiti a Jack lo squartatore, o che comunque ne fosse responsabile. In seguito si è presunto che Alberto Vittorio avesse avuto un figlio con una donna del distretto di Whitechapel di Londra, e che lui o altri uomini di rango elevato avessero commissionato gli omicidi per coprire la sua scappatella. Benché queste accuse siano state spesso ripetute, gli studiosi le hanno sempre respinte come semplici leggende metropolitane senza alcun fondamento, facendo piuttosto riferimento alle indiscutibili prove dell'innocenza del principe: ad esempio, il 30 settembre 1888, quando Elizabeth Stride e Catherine Eddowes furono assassinate, Alberto Vittorio si trovava a Balmoral, la residenza reale in Scozia, alla presenza della regina Vittoria, di altri membri della famiglia, di alcuni nobili tedeschi in visita e di un buon numero di persone di servizio. Secondo le circolari di corte, che pubblicavano tutti gli impegni e spostamenti dei reali, secondo i diari e le lettere personali, secondo gli articoli di giornali ed altre fonti, in diverse occasioni non avrebbe potuto essere nei pressi dei luoghi ove avvennero gli omicidi. Questi documenti provano categoricamente che Alberto Vittorio non ha materialmente eseguito i delitti, tuttavia non escludono che possa averli commissionati ad altri.
La reputazione di Alberto Vittorio era a tal punto peggiorata che, nel 1964, Philip Magnus indicò la sua morte come «un misericordioso atto della provvidenza», avallando la teoria che essa avesse eliminato un erede al trono inadatto, rimpiazzandolo con l'affidabile e sobrio Giorgio V.
Nel 1972, Michael Harrison fu il primo autore moderno a rivalutare la figura di Alberto Vittorio ed a dipingerlo in una luce più favorevole. In anni recenti, Andrew Cook proseguì il tentativo di riabilitare la sua reputazione, sostenendo che la sua mancanza di progressi accademici era parzialmente legata all'incompetenza del suo tutore, Dalton; che il principe era un uomo espansivo ed affascinante; che non esiste nessuna prova tangibile che fosse omosessuale o bisessuale; che aveva idee liberali, particolarmente per quanto riguarda il governo dell'Irlanda; e che la sua reputazione era stata infangata da biografi ansiosi di migliorare l'immagine del fratello Giorgio.

### La figura di Alberto Vittorio al cinema
Le teorie cospirazionali che circondavano il principe Alberto Vittorio hanno dato origine a film che lo raffiguravano come responsabile degli omicidi di Jack lo squartatore, o comunque coinvolto in essi:
- il film giallo di Bob Clark Assassinio su commissione sulle investigazioni di Sherlock Holmes uscito nel 1979 con Robin Marchal nei panni del "duca di Clarence (Eddy)";
- Jack the Ripper di David Wickes, uscito nel 1988, con Marc Culwick nel ruolo del principe Alberto Vittorio;
- nel 1997 venne trasmesso un film per la televisione, The Ripper, di Janet Meyers, nel quale il "principe Eddy" era interpretato da Samuel West, lo stesso attore che aveva interpretato il giovane Alberto Vittorio nella miniserie TV, Edoardo il Re.
- il film From Hell dei fratelli Hughes, uscito nel 2001 e basato sull'omonimo grafic novel di Alan Moore e Eddie Campbell;
- Mark Dexter rappresentò sia "Prince Edward" che "Albert Sickert". La storia è anche la base per la commedia Force and Hypocrisy di Doug Lucie.[94]

Due romanzi di storia alternativa, scritti da Peter Dickinson, immaginano un mondo in cui Alberto Vittorio sopravvive e regna con il nome di Vittorio I. Nell'universo parallelo del racconto breve su Sherlock Holmes di Gary Lovisi, The Adventure of the Missing Detective, il principe è ritratto come un re tirannico, che governa dopo la morte (in circostanze sospette) della nonna e del padre. Alberto Vittorio appare anche come la vittima dell'omicida del romanzo giallo Goodnight Sweet Prince, in cui appare per la prima volta il detective lord Francis Powerscourt; Alberto Vittorio è anche un vampiro nel romanzo I, Vampire di Michael Romkey.

## Ascendenza
|                                   |                                                                |                                                      | Genitori                                        |  |  | Nonni |  |  | Bisnonni                            |  |  | Trisnonni                                       |  |
|                                   |                                                                |                                                      |                                                 |  |  |       |  |  | Ernesto I di Sassonia-Coburgo-Gotha |  |  | Francesco Federico di Sassonia-Coburgo-Saalfeld |  |
|                                   |                                                                |                                                      |                                                 |  |  |       |  |  | Ernesto I di Sassonia-Coburgo-Gotha |  |  | Francesco Federico di Sassonia-Coburgo-Saalfeld |  |
|                                   |                                                                | Augusta di Reuss-Ebersdorf                           |                                                 |  |  |       |  |  | Ernesto I di Sassonia-Coburgo-Gotha |  |  |                                                 |  |
| Alberto di Sassonia-Coburgo-Gotha |                                                                |                                                      |                                                 |  |  |       |  |  | Ernesto I di Sassonia-Coburgo-Gotha |  |  |                                                 |  |
|                                   |                                                                | Luisa di Sassonia-Gotha-Altenburg                    | Augusto di Sassonia-Gotha-Altenburg             |  |  |       |  |  |                                     |  |  |                                                 |  |
|                                   |                                                                | Luisa di Sassonia-Gotha-Altenburg                    | Augusto di Sassonia-Gotha-Altenburg             |  |  |       |  |  |                                     |  |  |                                                 |  |
|                                   |                                                                | Luisa di Sassonia-Gotha-Altenburg                    | Luisa Carlotta di Meclemburgo-Schwerin          |  |  |       |  |  |                                     |  |  |                                                 |  |
| Edoardo VII del Regno Unito       |                                                                | Luisa di Sassonia-Gotha-Altenburg                    |                                                 |  |  |       |  |  |                                     |  |  |                                                 |  |
|                                   |                                                                | Edoardo Augusto di Hannover                          | Giorgio III del Regno Unito                     |  |  |       |  |  |                                     |  |  |                                                 |  |
|                                   |                                                                | Edoardo Augusto di Hannover                          | Giorgio III del Regno Unito                     |  |  |       |  |  |                                     |  |  |                                                 |  |
|                                   |                                                                | Edoardo Augusto di Hannover                          | Carlotta di Meclemburgo-Strelitz                |  |  |       |  |  |                                     |  |  |                                                 |  |
| Vittoria del Regno Unito          |                                                                | Edoardo Augusto di Hannover                          |                                                 |  |  |       |  |  |                                     |  |  |                                                 |  |
|                                   |                                                                | Vittoria di Sassonia-Coburgo-Saalfeld                | Francesco Federico di Sassonia-Coburgo-Saalfeld |  |  |       |  |  |                                     |  |  |                                                 |  |
|                                   |                                                                | Vittoria di Sassonia-Coburgo-Saalfeld                | Francesco Federico di Sassonia-Coburgo-Saalfeld |  |  |       |  |  |                                     |  |  |                                                 |  |
|                                   |                                                                | Vittoria di Sassonia-Coburgo-Saalfeld                | Augusta di Reuss-Ebersdorf                      |  |  |       |  |  |                                     |  |  |                                                 |  |
| Alberto Vittorio                  |                                                                | Vittoria di Sassonia-Coburgo-Saalfeld                |                                                 |  |  |       |  |  |                                     |  |  |                                                 |  |
|                                   | Federico Guglielmo di Schleswig-Holstein-Sonderburg-Glücksburg | Federico Carlo di Schleswig-Holstein-Sonderburg-Beck |                                                 |  |  |       |  |  |                                     |  |  |                                                 |  |
|                                   | Federico Guglielmo di Schleswig-Holstein-Sonderburg-Glücksburg | Federico Carlo di Schleswig-Holstein-Sonderburg-Beck |                                                 |  |  |       |  |  |                                     |  |  |                                                 |  |
|                                   | Federico Guglielmo di Schleswig-Holstein-Sonderburg-Glücksburg | Federica di Schlieben                                |                                                 |  |  |       |  |  |                                     |  |  |                                                 |  |
| Cristiano IX di Danimarca         | Federico Guglielmo di Schleswig-Holstein-Sonderburg-Glücksburg |                                                      |                                                 |  |  |       |  |  |                                     |  |  |                                                 |  |
|                                   |                                                                | Luisa Carolina d'Assia-Kassel                        | Carlo d'Assia-Kassel                            |  |  |       |  |  |                                     |  |  |                                                 |  |
|                                   |                                                                | Luisa Carolina d'Assia-Kassel                        | Carlo d'Assia-Kassel                            |  |  |       |  |  |                                     |  |  |                                                 |  |
|                                   |                                                                | Luisa Carolina d'Assia-Kassel                        | Luisa di Danimarca                              |  |  |       |  |  |                                     |  |  |                                                 |  |
| Alessandra di Danimarca           |                                                                | Luisa Carolina d'Assia-Kassel                        |                                                 |  |  |       |  |  |                                     |  |  |                                                 |  |
|                                   |                                                                | Guglielmo d'Assia-Kassel                             | Federico d'Assia-Kassel                         |  |  |       |  |  |                                     |  |  |                                                 |  |
|                                   |                                                                | Guglielmo d'Assia-Kassel                             | Federico d'Assia-Kassel                         |  |  |       |  |  |                                     |  |  |                                                 |  |
|                                   |                                                                | Guglielmo d'Assia-Kassel                             | Carolina Polissena di Nassau-Usingen            |  |  |       |  |  |                                     |  |  |                                                 |  |
| Luisa d'Assia-Kassel              |                                                                | Guglielmo d'Assia-Kassel                             |                                                 |  |  |       |  |  |                                     |  |  |                                                 |  |
|                                   |                                                                | Luisa Carlotta di Danimarca                          | Federico di Danimarca                           |  |  |       |  |  |                                     |  |  |                                                 |  |
|                                   |                                                                | Luisa Carlotta di Danimarca                          | Federico di Danimarca                           |  |  |       |  |  |                                     |  |  |                                                 |  |
|                                   |                                                                | Luisa Carlotta di Danimarca                          | Sofia Federica di Meclemburgo-Schwerin          |  |  |       |  |  |                                     |  |  |                                                 |  |
|                                   |                                                                | Luisa Carlotta di Danimarca                          |                                                 |  |  |       |  |  |                                     |  |  |                                                 |  |

## Titoli, trattamento e stemma

### Titoli e trattamento
Durante la sua vita Alberto Vittorio ebbe i seguenti titoli nobiliari:
- 8 gennaio 1864 – 24 maggio 1890: Sua Altezza Reale, il principe Alberto Vittorio di Galles
- 24 maggio 1890 – 14 gennaio 1892: Sua Altezza Reale, il Duca di Clarence e Avondale, Conte di Athlone

Alla morte, la sua titolatura completa era: "Maggiore Sua Altezza Reale il principe Alberto Vittorio Cristiano Edoardo, Duca di Clarence e Avondale, Conte di Athlone, Cavaliere Reale del Nobilissimo Ordine della Giarrettiera, Cavaliere dell'Illustrissimo Ordine di San Patrizio, Aiutante di campo personale della Regina".

### Stemma
Assieme al ducato, ad Alberto Vittorio venne conferito anche uno stemma, uguale a quello del regno, differente da questo per un lambello d'argento a tre punte, la centrale recante una croce rossa.

## Onorificenze

Stemma di Albero Vittorio, duca di Clarence e Avondale

Il monogramma personale del principe Alberto Vittorio.